# 富蘭克林鎮區 (堪薩斯州愛德華茲縣)
富蘭克林鎮區（英語：Franklin Township）為美國堪薩斯州愛德華茲縣轄下的鎮區。2010年美国人口普查中此鎮區人口有80人。

## 地理
富蘭克林鎮區涵蓋總面積為190.4平方（73.52平方英里），其中陸地面積為190.4平方（73.52平方英里），水域面積為0平方（0.00平方英里）或0.00%。海拔高度649（2,129英尺）。

## 人口統計
根據2010年美國人口普查，富蘭克林鎮區人口有80人，其中男性有47人，女性有33人，人口密度為每平方公里0.42人，住房計44戶。鎮區內的白人有75人，非裔美國人有2人，美洲原住民有1人，亞裔美國人有0人，太平洋島裔美國人有0人，其他種族有0人，混血種族則有2人。此外鎮區內有2人為西班牙裔或拉丁裔美國人。此鎮區之年齡中位數為46.0歲，而男性年齡中位數為47.3歲，女性年齡中位數為45.5歲。